# Cerje Letovanićko
Cerje Letovanićko falu Horvátországban, Sziszek-Monoszló megyében. Közigazgatásilag Lekenikhez tartozik.

## Fekvése
Sziszek városától légvonalban 19, közúton 27 km-re északnyugatra, községközpontjától légvonalban 7, közúton 11 km-re délnyugatra, az A11-es autópálya és a megyehatár között fekszik. Szétszórt dombvidéki település, határának legnagyobb részét erdő borítja.

## Története
Határában a Gradišće nevű helyen már az ókor végén település állt, melynek maradványai megtalálhatók. E terület a korai Horvát Királyság idejében a gorai plébániához tartozott, mely később zsupánság, majd hűbérbirtok lett. A gorai birtokot mely abban az időben a Kulpa mindkét partjára kiterjedt még a 12. század végén III. Béla király a templomosoknak adta, majd a rend megszüntetése után 1312-től a vránai johannita perjelség gorai birtokához tartozott. 1514-ben a teljes gorai birtokot a Frangepán család szluini ága szerezte meg. A török hódítás előretörését a 16. század második felében a térség is megsínylette különösen az 1580-as és 1590-es években, amikor Sziszek körül súlyos harcok folytak. A 16. század végén kihalt a Frangepánok szluini ága és a 17. század elején az Erdődy család birtoka lett. A lakosság veszteségét a 17. század végétől Boszniából áttelepült horvátokkal igyekeztek pótolni.
A településnek 1857-ben 436, 1910-ben 669 lakosa volt. A 20. század első éveiben a kilátástalan gazdasági helyzet miatt sokan vándoroltak ki a tengerentúlra. 1918-ban az új szerb-horvát-szlovén állam, majd később Jugoszlávia része lett. A második világháború idején a Független Horvát Állam része volt. A háború után a béke időszaka köszöntött a településre. Enyhült a szegénység és sok ember talált munkát a közeli városokban. A falu 1991. június 25-én a független Horvátország része lett. 2011-ben 73 lakosa volt.

## Népesség
| Lakosság változása | Lakosság változása | Lakosság változása | Lakosság változása | Lakosság változása | Lakosság változása | Lakosság változása | Lakosság változása | Lakosság változása | Lakosság változása | Lakosság változása | Lakosság változása | Lakosság változása | Lakosság változása | Lakosság változása | Lakosság változása |
| ------------------ | ------------------ | ------------------ | ------------------ | ------------------ | ------------------ | ------------------ | ------------------ | ------------------ | ------------------ | ------------------ | ------------------ | ------------------ | ------------------ | ------------------ | ------------------ |
| 1857               | 1869               | 1880               | 1890               | 1900               | 1910               | 1921               | 1931               | 1948               | 1953               | 1961               | 1971               | 1981               | 1991               | 2001               | 2011               |
| 436                | 447                | 498                | 596                | 665                | 669                | 666                | 726                | 655                | 625                | 530                | 393                | 222                | 177                | 122                | 73                 |

## Nevezetességei
- Szent József tiszteletére szentelt római katolikus fakápolnája[4] 1712-ben épült. A kápolna a településen kívül egy kisebb magaslaton a temetőben áll. A tradicionális túrmezei szakrális faépítészet szép példája. Egyhajós barokk épület ötszögletű szentéllyel, a bejárat felett kórussal. Északi oldalához kis sekrestye, a hajó elé kis zárt előtér épült. a barokk berendezés fennmaradt.
- Emeletes fa lakóház a 77. szám alatt, 1919-ben épült.
- Emeletes fa lakóház a 102. szám alatt hagyományos gazdasági épülettel a 19. század végéről.
- Késő ókori település és temetőjének maradványai a Gradišće nevű helyen.